# Pyractonema compressicornis
Pyractonema compressicornis is een keversoort uit de familie glimwormen (Lampyridae). De wetenschappelijke naam van de soort werd voor het eerst geldig gepubliceerd in 1849 door Sol in Gay.